# Katherine Briçonnet

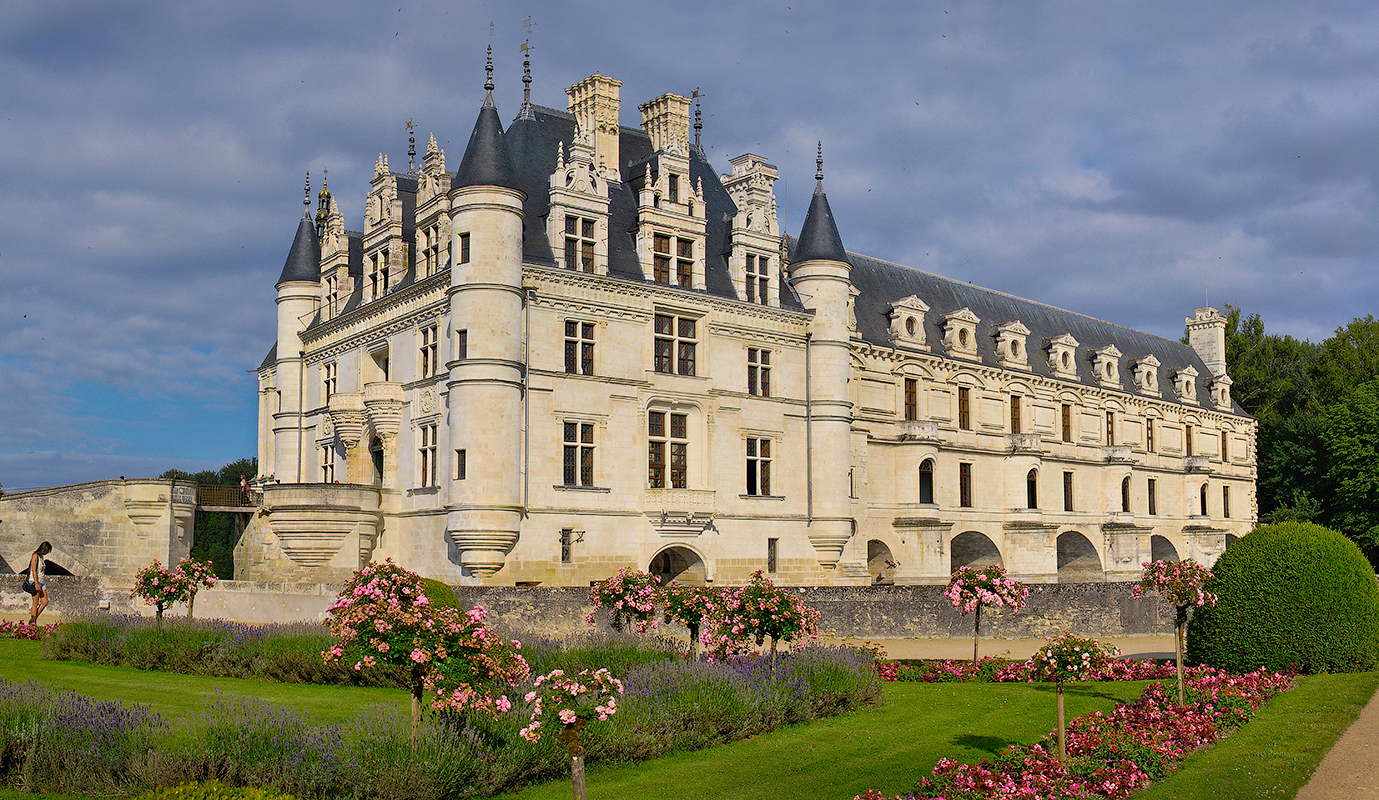
Castillo de Chenonceau

Katherine Briçonnet, también llamada Catherine Briçonnet (Reino de Francia, 1494-1526), fue una noble francesa que construyó el Castillo de Chenonceau junto a su esposo Thomas Bohier.

## Primeros años
Katherine Briçonnet era una noble francesa hija de Raoulette de Beaune y Guillaume Briçonnet, superintendente de finanzas de la región de Languedoc durante el reinado de Luis XI. Se casó con Thomas Bohier, ministro de finanzas e impuestos de los reyes Carlos VIII, Luis XII y Francisco I.

## Obra
El llamado Castillo de las Damas, ubicado en Indre-et-Loire forma parte del circuito Châteaux de la Loire clasificado como Patrimonio Mundial de la Humanidad por la Unesco. Es el monumento histórico privado más visitado de Francia.
En 1512 Bohier compró un castillo en ruinas del siglo XIII y Briçonnet supervisó su construcción entre 1513 y 1521, mientras su esposo se encontraba luchando en Italia.
La torre y el núcleo, denominados Castillo de las Damas, fueron obra de Briçonnet. Posteriormente el edificio fue ampliado por Diana de Poitiers y Catalina de Médici.
El edificio responde a principios de la arquitectura renacentista con ejes de simetría rota solamente por el volumen poligonal de la capilla y por la biblioteca. La escalera está diseñada, a diferencia de lo que ocurría en esa época, de manera recta e iluminada por aberturas que dan hacia el río. En los ángulos del edificio se organizan pequeñas las torres que contienen baños y guardados. El casetonado de madera de la biblioteca de estilo italiano tiene las iniciales TBK (Thomas Bohier y Katherine).
En 1944, el castillo, ocupado por los alemanes fue bombardeado por los aliados. Fue restaurado en 1952.